# Vyšhorod
Vyšhorod (ukrajinsky Ви́шгород, rusky Вы́шгород / Vyšgorod) je město rajónního významu v Kyjevské oblasti na Ukrajině, administrativní centrum Vyšhorodského rajonu. Podle sčítání z roku 2001 mělo město 22 933 obyvatel; jejich počet mírně stoupá, neboť Vyšhorod je v současnosti satelitem Kyjeva. V roce 2022 zde žilo přes 33 000 obyvatel.

## Geografická poloha
Město leží na pravém břehu řeky Dněpru, v blízkosti Kyjevské vodní elektrárny a Kyjevské přečerpávací elektrárny ve vzdálenosti 18 km od severního předměstí Kyjeva.

## Dějiny
První zmínka se objevuje v letopisech z roku 946. Roku 1962 se obec stává obcí městského typu. Status města je z roku 1968.

## Osobnosti
Ve městě jsou pohřbeni dva první ruští svatí, knížata bratři Boris a Gleb, synové svatého knížete Vladimíra. Jsou zobrazeni na současném znaku města.